# Coiffaitiella remilleti
Coiffaitiella remilleti é uma espécie de insetos coleópteros polífagos pertencente à família Raymondionymidae.
A autoridade científica da espécie é Osella, tendo sido descrita no ano de 1971.
Trata-se de uma espécie presente no território português.